# Chromatomyia centaurii
Chromatomyia centaurii är en tvåvingeart som beskrevs av Spencer 1990. Chromatomyia centaurii ingår i släktet Chromatomyia och familjen minerarflugor. Inga underarter finns listade i Catalogue of Life.